# Libero Grassi
(Libero Grassi, intervistato da Michele Santoro, 11 aprile 1991)
Libero Grassi (Catania, 19 luglio 1924 – Palermo, 29 agosto 1991) è stato un imprenditore italiano ucciso da Cosa Nostra dopo essersi opposto a una richiesta di pizzo. È divenuto simbolo della lotta alla criminalità.

## Storia di Libero Grassi

### Origini
Nato a Catania, ma trasferito a 8 anni a Palermo, i genitori gli danno il nome di Libero, in ricordo del sacrificio di Giacomo Matteotti. La sua famiglia era antifascista ed anche Libero matura una posizione avversa al regime di Benito Mussolini. Nel 1942 si trasferisce a Roma, dove studia Scienze politiche durante la seconda guerra mondiale e si avvicina al Partito d'Azione.

### La formazione e l'impegno
Entra poi in seminario: non per una vocazione maturata nell'avversità della guerra, bensì per il rifiuto di combattere una guerra ingiusta al fianco di fascisti e nazisti. Ne esce dopo la liberazione, tornando a studiare. Passa però alla Facoltà di Giurisprudenza all'Università degli Studi di Palermo.
Malgrado l'intenzione di divenire diplomatico, prosegue l'attività del padre come commerciante. Negli anni cinquanta si trasferisce a Gallarate, dove entra nel meccanismo dell'imprenditoria impiantando una fabbrica di cuscini; in seguito torna nel capoluogo siciliano per aprire con i fratelli la Mima, uno stabilimento tessile di biancheria femminile. 
Nel 1955 partecipa alla fondazione del Partito Radicale di Mario Pannunzio ed Ernesto Rossi. 
Nel 1956 sposa Giuseppina Maisano da cui avrà due figli: Davide e Alice. Nel 1961 inizia a scrivere articoli politici per vari giornali e successivamente si dà anche alla politica attiva con il Partito Repubblicano Italiano, per il quale viene nominato, nella seconda metà degli anni sessanta, "suo rappresentante in seno al consiglio di amministrazione dell'azienda municipalizzata del gas" (si dimette nel giugno 1969), e candidandosi alle provinciali nel 1972 senza essere eletto. Prende parte alle campagne sul referendum per il divorzio e per l'interruzione di gravidanza e si schiera contro la criminalità organizzata che a Palermo in quegli anni riesce rapidamente a occupare posti di potere politico ed economico.
Negli stessi anni fonda la Sigma, azienda di famiglia che produce pigiameria maschile e che fino al 1991 arriverà a occupare un centinaio di dipendenti con clienti in Italia e all'estero.

### Le minacce dicosa nostra
Libero Grassi è anche tra i primi a sperimentare un impianto di energia solare ma il progetto non trova finanziatori. In questo momento di difficoltà viene preso di mira da Cosa Nostra, che pretende il pagamento del pizzo: riceve strane telefonate da un fantomatico "geometra Anzalone"  che chiede offerte "per i picciotti chiusi all'Ucciardone". Libero Grassi ha il coraggio di opporsi alle richieste di racket della mafia e di uscire allo scoperto, con grande esposizione mediatica.
Nel gennaio 1991 il Giornale di Sicilia aveva pubblicato una sua lettera sul rifiuto di cedere ai ricatti della mafia.
(Libero Grassi, Caro estortore, Giornale di Sicilia, 10 gennaio 1991)
L'imprenditore collabora con la polizia per individuare gli estorsori (i fratelli Antonino e Gaetano Avitabile, "esattori" del clan Madonia di Resuttana, che vengono arrestati il 19 marzo 1991 assieme a un complice), e rifiuta l'offerta di una scorta personale.
La stessa Sicindustria gli volta le spalle. In una lettera pubblicata sul Corriere della Sera il 30 aprile 1991 afferma che «l'unico sostegno alla mia azione, a parte le forze di polizia, è venuta dalla Confesercenti palermitana» e definisce "scandalosa" la decisione del giudice catanese Luigi Russo (del 4 aprile 1991) in cui si afferma che non è reato pagare la "protezione" ai boss mafiosi.

### L'assassinio
Il 29 agosto del 1991, alle sette e mezzo di mattina, venne ucciso a Palermo con quattro colpi di pistola mentre si recava a piedi al lavoro.
Ai funerali partecipa una grande folla, compreso il Presidente della Repubblica Francesco Cossiga. Il figlio Davide sorprende tutti alzando le dita in segno di vittoria mentre porta la bara del padre. Non mancano le polemiche, tra chi sostiene fin dall'inizio la battaglia dell'imprenditore, come i Verdi e il Centro Peppino Impastato, e chi non ha preso le sue difese, come Assindustria, che lo aveva accusato di volersi fare pubblicità. 
Qualche mese dopo la morte di Grassi, è varato il decreto che porta alla legge anti-racket 172, con l'istituzione di un fondo di solidarietà per le vittime di estorsione. 
La vedova Pina Maisano Grassi, nonostante minacce e intimidazioni, proseguì fino alla morte la lotta per la legalità in nome del marito, all'interno delle istituzioni e al fianco della società civile in sostegno delle tante associazioni anti-racket sorte dal 1991 in Sicilia e nel resto d'Italia. Nel 1992 venne eletta senatrice nelle file dei Verdi, fino al 1994. 
A Libero Grassi è stato intitolato un istituto tecnico commerciale di Palermo.

## I processi
Nell'ottobre del 1991 viene arrestato il killer Salvatore Madonia, detto Salvino, figlio di Francesco (boss di Resuttana), e il complice alla guida della macchina, Marco Favaloro, che in seguito iniziò a collaborare con la giustizia e contribuì alla ricostruzione dell'agguato. L'omicidio di Libero Grassi venne trattato nel processo denominato "Agate Mariano + 56", che vedeva sul banco degli imputati il gotha di Cosa Nostra accusato di oltre un decennio di delitti, sulla base delle rivelazioni dei collaboratori di giustizia Gaspare Mutolo e Pino Marchese, i quali affermarono che l'eliminazione di Grassi si rese necessaria per scoraggiare altri commercianti a seguire il suo esempio. Grazie anche alle determinanti dichiarazioni di Favaloro, Madonia è stato condannato in via definitiva all'ergastolo, che sta scontando al 41-bis, e con lui l’intera Cupola di Cosa Nostra, accusata di aver ordinato l'omicidio (sentenza contro Agate + 56 del 18 aprile 2008).

## Televisione
Un mese dopo la morte dell'imprenditore, Maurizio Costanzo e Michele Santoro gli dedicano una lunga trasmissione condotta a reti unificate su Rai 3 e Canale 5.
Alla memoria di Grassi sono state realizzate le seguenti opere televisive:
- Nel 2011 Pietro Durante realizza il docufilm "Libero nel nome". Verrà trasmesso sia da Rai 2 nel 2011, che da Canale 5 nel 2016.
- Nel 2016 su Rai 1 viene mandata in onda una docu-fiction chiamata Io sono Libero dedicata agli ultimi mesi di Libero Grassi.
- Nel 2018 su Canale 5 viene mandata in onda la fiction Liberi sognatori di cui la prima puntata è dedicata proprio alla vita di Libero Grassi, interpretato da Giorgio Tirabassi.